# 上海水上运动场
上海水上运动场又稱上海市水上运动场、上海市水上运动中心，是位于中國上海青浦區淀山湖东南角、淀浦河西端的一個赛艇、皮划艇、帆船、帆板體育場地以及訓練基地。陆地面积222195平方米，水上面积676000平方米，建筑总面积18270平方米，主航道长2250米，宽150米，水深3米。赛艇水道有6条,皮划艇水道9条。运动场四周由堤環繞，堤长5000米。水上运动场还建有网球场、籃球場、排球场。

## 歷史
1981年，上海市体育运动委员会为迎接中华人民共和国第五届运动会在上海召开，决定在青浦县朱家角鎮境内淀山湖湖畔建设一个水上运动场。工程于1982年2月2日动工。1983年8月建成交付中华人民共和国第五届运动会賽事方使用。隨後中华人民共和国第五届运动会水上竞赛项目就在此舉行。後來為了迎接第二屆亚洲赛艇锦标赛、1993年东亚运动会、中华人民共和国第八届运动会、2021年世界赛艇锦标赛，上海水上运动场又多次擴建和修繕。